# 鼓月

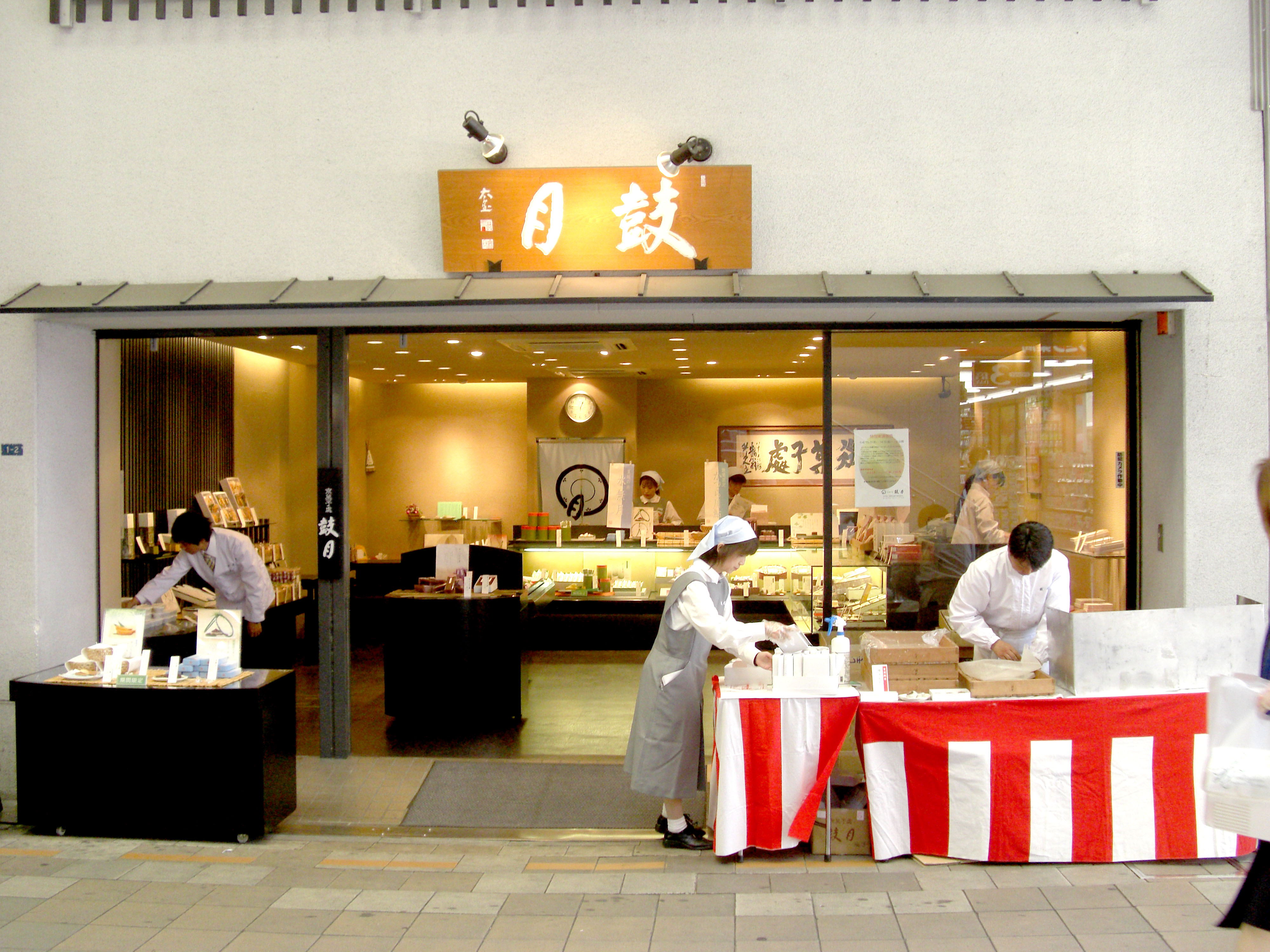
鼓月茨木店（大阪府茨木市）

株式会社鼓月（こげつ）は、京都市伏見区に本社、中京区に本店を置く京菓子の製造と販売をする会社。京菓子處　鼓月として全国の直営店や百貨店に展開している。戦後1945年10月に京都にて創業した。
「千寿せんべい」が有名。ヴァッフェル生地にシュガークリーム（バニラクリーム）が入っている、波型のお菓子である。
ひとまわり小さい「姫千寿せんべい」には基本のシュガークリーム味と有機ほうじ茶味の他、季節に合わせた限定味が発売されている。
夏季にはアイスクリームをサンドした「千寿せんべい アイスクリーム」も登場する。
最近では「千寿せんべい」の類似商品があちこちで販売されているのを見かけるようになった。

## 茶房
鼓月の和菓子を提供する甘味処として、現在下記の3店舗を展開していた。
- 茶房華心祇園店（2021年閉店）
- 茶房こげつ嵐山店
- 茶房こげつ烏丸店